# 空间物理学
空间物理学（英語：Space physics），在一些地区亦称做太空物理学，又名空间等离子体物理学，是研究宇宙空间环境下等离子体（一般而言，它是处于电磁场环境下的稀薄、高温、準电中性的电离气体）物理性质的学科。研究对象包括太阳活动、太阳风、行星磁层和电离层、极光、宇宙线，以及同步辐射等等。
空间物理学的有利观测手段之一是可以实地考察被观测对象的探测器，比如搭载了探测器的空间飞行器，针对高层大气的探空火箭等等。除了丰富人类对于宇宙空间的等离子体物理性质和物理现象的了解，空间物理学也被应用于空间天气学等领域，并且和人们的日常生活有着紧密联系。